# Weissenbach BE
| BE ist das Kürzel für den Kanton Bern in der Schweiz. Es wird verwendet, um Verwechslungen mit anderen Einträgen des Namens Weissenbach zu vermeiden. |

Weissenbach gehört politisch zur Gemeinde Boltigen und liegt im Obersimmental zwischen Spiez und Zweisimmen im Schweizer Kanton Bern.
Der Ort besteht aus Weissenbach am westlichen Ufer der Simme und der Streusiedlung Chly-Wyssebach am östlichen Ufer. Die beiden Ortsteile sind durch eine Brücke miteinander verbunden.

## Verkehr

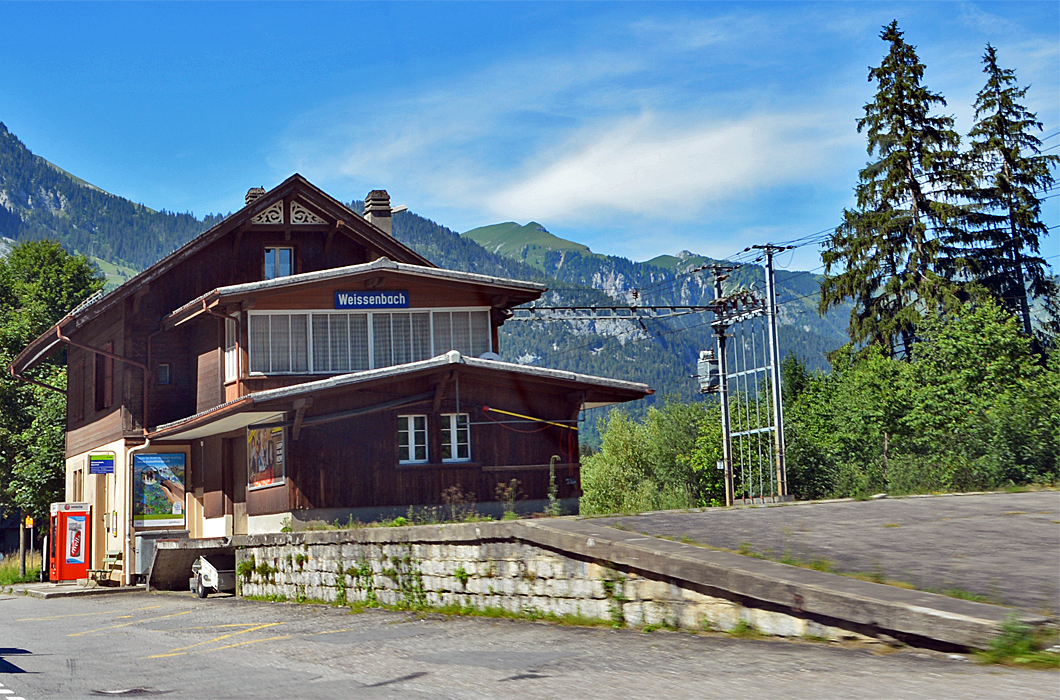
Bahnhof von Weissenbach

Die Ortschaft war im Mittelalter der östliche Ausgangspunkt des Saumweges über den Jaunpass nach Bulle. Der Saumweg ist auf der Ostseite des Passes als Wanderweg markiert und begehbar. Die heutige Passstrasse führt nicht mehr über den Ort, sondern beginnt talabwärts in Reidenbach. Von Weissenbach führt eine Verbindungsstrasse nach Eschi, wo sie auf die Jaunpasstrasse trifft. Durch den Ort führt die Hauptstrasse 11, welche schon im Mittelalter eine wichtige Verbindung war.
Am 31. Oktober 1902 wurde die Erlenbach-Zweisimmen-Bahn (EZB) eröffnet, die grösstenteils dieser Strasse folgt. Im Ort wurde der Bahnhof Weissenbach angelegt. Die Gesellschaft fusionierte am 1. Januar 1942 mit der Spiez-Erlenbach-Bahn zur Spiez-Erlenbach-Zweisimmen-Bahn (SEZ). Seit der Eröffnung war sie in die Betriebsgemeinschaft um die Berner Alpenbahn-Gesellschaft Bern–Lötschberg–Simplon (BLS) eingebunden. Aus dieser Betriebsgemeinschaft entstand in mehreren Fusionsschritten die heutige BLS AG, welche diese Strecke heute noch betreibt.

## Infrastruktur

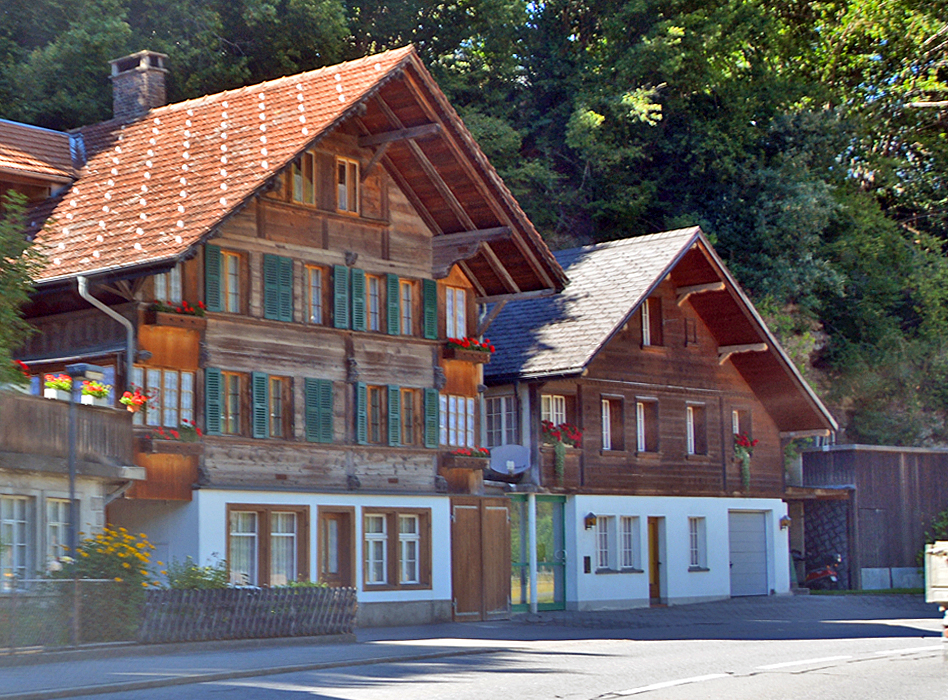
Typische Häuser an der Hauptstrasse

Neben dem Bahnhof gibt es im Dorf ein Gasthaus, aber weder Kirche noch Kapelle. In Chly-Wyssebach befindet sich der 300-Meter-Schiessstand der Schützengesellschaft Weissenbach-Boltigen.